# Stent coronario
Un stent coronario es un dispositivo en forma de tubo que se coloca en las arterias coronarias que suministran sangre al corazón, para mantener las arterias abiertas en el tratamiento de la enfermedad coronaria. Se utiliza en un procedimiento denominado intervención coronaria percutánea (ICP). Las endoprótesis coronarias se utilizan actualmente en más del 90% de los procedimientos de ICP.
Los stents en agudo en 2006 reducían la angina (dolor de pecho) y parecen mejorar la supervivencia y disminuir los acontecimientos adversos en un infarto agudo de miocardio con elevación ST, frente a un tratamiento farmacológico más intervención coronaria diferida.
Se utilizan stents y procedimientos similares en vasos no coronarios (por ejemplo, en las piernas en la enfermedad vascular periférica).

## Usos médicos

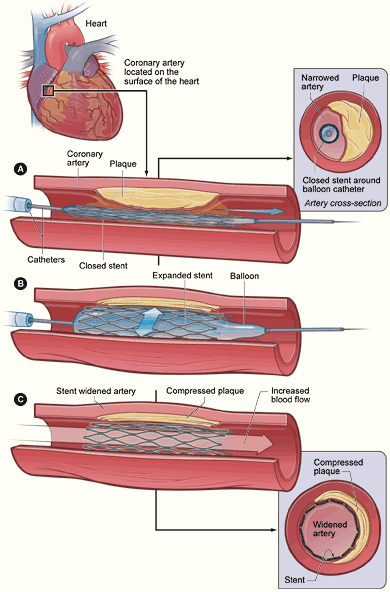
Esquema de la colocación del stent. En A, el catéter se introduce a través de la lesión. En B, el globo se infla, expandiendo el stent y comprimiendo la placa. En C, el catéter y el globo desinflado se han retirado. Los cortes transversales de la arteria, antes y después, muestran los resultados de la colocación del stent.

Una arteria con stent sigue los mismos pasos que otros procedimientos de angioplastia, con algunas diferencias importantes. El cardiólogo intervencionista utiliza la angiografía para evaluar la ubicación y estimar el tamaño de la obstrucción ("lesión") inyectando un medio de contraste a través del catéter guía y viendo el flujo de sangre a través de las arterias coronarias descendentes. La ecografía intravascular (IVUS) puede utilizarse para evaluar el grosor y la dureza de la lesión ("calcificación"). El cardiólogo utiliza esta información para decidir si debe tratar la lesión con un stent y, en caso afirmativo, de qué tipo y tamaño. Los stents liberadores de fármacos suelen venderse como una unidad, con el stent en su forma colapsada unido al exterior de un catéter con globo. Fuera de Estados Unidos, los médicos pueden realizar una "colocación directa de stents", en la que el stent se introduce en la lesión y se expande. La práctica habitual en Estados Unidos es predilatar la obstrucción antes de colocar la endoprótesis. La predilatación se lleva a cabo enhebrando la lesión con un catéter con globo ordinario y expandiéndolo hasta el diámetro original del vaso. El médico retira este catéter y enhebra la endoprótesis en su catéter con globo a través de la lesión. El médico expande el globo, que deforma la endoprótesis metálica hasta su tamaño expandido. El cardiólogo puede "personalizar" el ajuste del stent para adaptarlo a la forma del vaso sanguíneo, utilizando la ecografía intravenosa para guiar el trabajo. Es muy importante que la estructura de la endoprótesis esté en contacto directo con las paredes del vaso para minimizar posibles complicaciones, como la formación de coágulos. Las lesiones muy largas pueden requerir más de un stent; el resultado de este tratamiento se denomina a veces "camisa metálica completa".
El procedimiento en sí se realiza en una clínica de cateterismo ("laboratorio de cateterismo"). Salvo complicaciones, los pacientes sometidos a cateterismo permanecen al menos una noche en observación.
El tratamiento de las lesiones cerca de las ramas de las arterias coronarias presenta retos adicionales y requiere técnicas adicionales.

## Riesgos
Aunque las posibilidades de sufrir complicaciones de una ICP son pequeñas, algunas complicaciones graves incluyen el desarrollo de arritmias, reacciones/efectos adversos del tinte utilizado en el procedimiento, infección, reestenosis, coagulación, daños en los vasos sanguíneos y hemorragias en el lugar de inserción del catéter.

### Reoclusión
Las endoprótesis coronarias, que suelen ser una estructura metálica, pueden colocarse dentro de la arteria para ayudar a mantenerla abierta. Sin embargo, como el stent es un objeto extraño (no es nativo del cuerpo), incita una respuesta inmunitaria. Esto puede provocar el rápido crecimiento de tejido cicatricial (proliferación celular) sobre el stent. Además, si el stent daña la pared de la arteria, existe una fuerte tendencia a la formación de coágulos en el lugar. Dado que las plaquetas intervienen en el proceso de coagulación, los pacientes deben tomar una terapia antiplaquetaria dual que comienza inmediatamente antes o después de la colocación del stent: normalmente un antagonista del receptor ADP (por ejemplo, clopidogrel o ticagrelor) y aspirina hasta un año y aspirina indefinidamente.
Sin embargo, en algunos casos la terapia antiplaquetaria dual puede ser insuficiente para prevenir completamente los coágulos que pueden dar lugar a la trombosis del stent; estos coágulos y la proliferación celular pueden a veces hacer que los stents estándar ("de metal desnudo") se bloqueen (reestenosis). Los stents liberadores de fármacos se desarrollaron con la intención de solucionar este problema: al liberar un fármaco antiproliferativo (fármacos que se suelen utilizar contra el cáncer o como inmunosupresores), pueden ayudar a reducir la incidencia de la "reestenosis en el stent" (reestrechamiento).

### Restenosis
Uno de los inconvenientes de los stents vasculares es el potencial de reestenosis a través del desarrollo de un tejido grueso de músculo liso dentro del lumen, la llamada neoíntima. El desarrollo de una neoíntima es variable, pero a veces puede ser tan grave como para volver a ocluir la luz del vaso (reestenosis), especialmente en el caso de los vasos de menor diámetro, lo que a menudo da lugar a una reintervención. Por ello, la investigación actual se centra en la reducción de la neoíntima tras la colocación de un stent. Se han realizado mejoras sustanciales, como el uso de materiales más biocompatibles, stents liberadores de fármacos antiinflamatorios, stents reabsorbibles y otros. La reestenosis puede tratarse con una reintervención utilizando el mismo método.

## Controversia
El valor de la colocación de un stent, en el rescate de una persona que sufre un infarto agudo de miocardio (al aliviar inmediatamente una obstrucción), está claramente definido en múltiples estudios, pero en 2004 estos no habían logrado encontrar una reducción de los criterios de valoración duros para los stents frente al tratamiento médico en pacientes con angina estable.

El stent de apertura de la arteria puede aliviar temporalmente el dolor torácico, pero no contribuye a la longevidad. La "...gran mayoría de los infartos no se originan con obstrucciones que estrechan las arterias". Además, "...los investigadores afirman que la mayoría de los infartos no se producen porque una arteria esté estrechada por una placa. En cambio, dicen, los ataques cardíacos se producen cuando una zona de placa estalla, se forma un coágulo sobre la zona y el flujo sanguíneo se bloquea bruscamente. En el 75-80% de los casos, la placa que estalla no estaba obstruyendo una arteria y no sería necesario colocar un stent o un bypass coronario. La placa peligrosa es blanda y frágil, no produce síntomas y no se vería como una obstrucción del flujo sanguíneo".
Una forma más permanente y eficaz de prevenir los infartos en los pacientes de alto riesgo es dejar de fumar, hacer ejercicio con regularidad y tomar "medicamentos para controlar la presión arterial, reducir los niveles de colesterol y prevenir la coagulación de la sangre".
Algunos cardiólogos creen que los stents se utilizan en exceso; sin embargo, en ciertos grupos de pacientes, como los ancianos, el estudio GRACE y otros han encontrado pruebas de infrautilización. Un cardiólogo fue condenado por facturar a los pacientes por realizar stents médicamente innecesarios. Las directrices recomiendan una prueba de esfuerzo antes de implantar los stents, pero la mayoría de los pacientes no se someten a una prueba de esfuerzo.

## Investigación
Mientras que la revascularización (mediante stent o cirugía de bypass) tiene un claro beneficio en la reducción de la mortalidad y la morbilidad en pacientes con síntomas agudos (síndromes coronarios agudos), incluido el infarto de miocardio, su beneficio es menos marcado en pacientes estables. Los ensayos clínicos no han podido demostrar que los stents coronarios mejoren la supervivencia con respecto al mejor tratamiento médico.
- El ensayo COURAGE comparó la ICP con el tratamiento médico óptimo. Cabe destacar que el ensayo excluyó a un gran número de pacientes al principio y realizó una angiografía a todos los pacientes al inicio, por lo que los resultados sólo se aplican a un subconjunto de pacientes y no deben generalizarse. COURAGE llegó a la conclusión de que, en los pacientes con enfermedad coronaria estable, la ICP no redujo la muerte, el infarto de miocardio ni otros acontecimientos cardíacos importantes cuando se añadió al tratamiento médico óptimo.[14]
- El ensayo MASS-II comparó la ICP, la CABG y la terapia médica óptima para el tratamiento de la enfermedad coronaria multivaso. El ensayo MASS-II no mostró diferencias en cuanto a muerte cardíaca o IM agudo entre los pacientes del grupo de CABG, ICP o MT. Sin embargo, sí mostró una necesidad significativamente mayor de procedimientos de revascularización adicionales en los pacientes que se sometieron a la ICP.[15][16]
- El ensayo SYNTAX de 2008[17] era un ensayo financiado por el fabricante con un criterio de valoración primario de muerte, eventos cardiovasculares e infarto de miocardio, y también la necesidad de repetir la vascularización, en pacientes con arterias obstruidas o estrechas. Los pacientes fueron asignados aleatoriamente a una intervención quirúrgica de CABG o a un stent liberador de fármacos (el stent liberador de paclitaxel TAXUS de Boston Scientific). El estudio SYNTAX reveló que las dos estrategias eran similares en cuanto a los criterios de valoración duros (muerte e IM). Los que recibieron la ICP necesitaron más revascularizaciones repetidas (de ahí que el análisis del criterio de valoración primario no considerara que la ICP fuera no inferior), pero los que se sometieron a la CABG sufrieron un número significativamente mayor de accidentes cerebrovasculares antes o durante la operación. Se está investigando el uso de la puntuación de riesgo SYNTAX como método para identificar a los pacientes con enfermedad multivaso en los que la ICP es una opción razonable frente a aquellos en los que la CABG sigue siendo la estrategia preferida.
- Ischemia, un gran ensayo con 5179 participantes a los que se les hizo un seguimiento durante una media de tres años y medio y que fue financiado por el gobierno federal de Estados Unidos, se mostró escéptico sobre los beneficios de los stents coronarios.[18] Dividió a los participantes en los que sólo recibieron terapia farmacológica y los que también recibieron cirugía de bypass o stents. El grupo que sólo recibió tratamiento farmacológico no obtuvo resultados diferentes a los del grupo que recibió stents y tratamiento farmacológico. Sin embargo, los stents parecían ayudar a algunos pacientes con angina de pecho.[19]

Se han realizado otros ensayos clínicos para examinar la eficacia de la implantación de stents coronarios y compararla con otras opciones de tratamiento. No existe un consenso de la comunidad médica.

## Historia
El primer stent fue patentado en 1972 por el doctor Robert A. Ersek, basándose en los trabajos que había realizado en animales en 1969 en la Universidad de Minnesota. Además de las endoprótesis intervasculares, también desarrolló la primera válvula porcina con soporte de endoprótesis que puede implantarse por vía transcutánea en 7 minutos, eliminando la cirugía a corazón abierto.
Se están desarrollando stents con revestimientos superficiales biocompatibles que no eluden los fármacos, y también stents absorbibles (de metal o de polímero).